# 카라크주
카라크주(아랍어: محافظة الكرك)는 요르단 서부에 위치한 주로, 주도는 카라크이며 면적은 3,217km2, 인구는 239,000명(2009년 기준)이다.
북쪽으로는 마다바주, 북동쪽으로는 암만주와 인접해 있으며 동쪽으로는 마안주, 남쪽으로는 타필라주, 서쪽으로는 사해와 인접해 있다.